# امهيولة (أولاد حمدان)
امهيولة هي إحدى مشيخات المملكة المغربية، تتبع جغرافيا لإقليم الجديدة وإداريًا لأولاد حمدان. يقدر عدد سكانها بـ 3988 نسمة حسب الإحصاء الرسمي للسكان والسكنى لسنة 2004.